# Platycoelia ignota
Platycoelia ignota är en skalbaggsart som beskrevs av Smith 2003. Platycoelia ignota ingår i släktet Platycoelia och familjen Rutelidae. Inga underarter finns listade i Catalogue of Life.